# جيمس هنتر (مجدف)
جيمس هنتر (بالإنجليزية: James Hunter)‏ هو مجدف نيوزيلندي، ولد في 24 أغسطس 1992 في كرايستشرش في نيوزيلندا.

## وصلات خارجية
- جيمس هنتر على موقع الاتحاد الدولي للتجديف (الإنجليزية)
- جيمس هنتر على موقع اللجنة الأولمبية الدولية (الإنجليزية)
- جيمس هنتر على موقع أوليمبيديا (الإنجليزية)
- جيمس هنتر على موقع اللجنة الأولمبية النيوزيلندية (الإنجليزية)